# SL1
Die SL1 (für Small Launcher 1) ist eine in Entwicklung befindliche dreistufige Trägerrakete des deutschen Unternehmens HyImpulse Technologies (kurz für Hybrid und Impulse) mit Sitz in Neuenstadt am Kocher bei Heilbronn.
Die Rakete soll Kleinsatelliten von bis zu 675 kg Masse in eine niedrige Erdumlaufbahn bringen können. Ein erster Start wurde zunächst für 2024, dann Ende 2025 angekündigt. Mittlerweile soll dieser 2026 stattfinden.

## Antrieb und Kraftstoff
Angetrieben wird die Rakete von insgesamt 16 Hybridmotoren zweier verschiedener Typen. Das Standardtriebwerk (HyPLOX 75) der Firma sollte nach ursprünglicher Planung 75 Kilonewton Schub liefern. Danach haben sich die technischen Daten der Rakete geändert. Acht HyPLOX sollen die erste Stufe antreiben, vier weitere, die auf den Betrieb im Vakuum optimiert sind, die zweite Stufe. Die dritte Stufe soll von vier kleineren Triebwerken angetrieben werden.

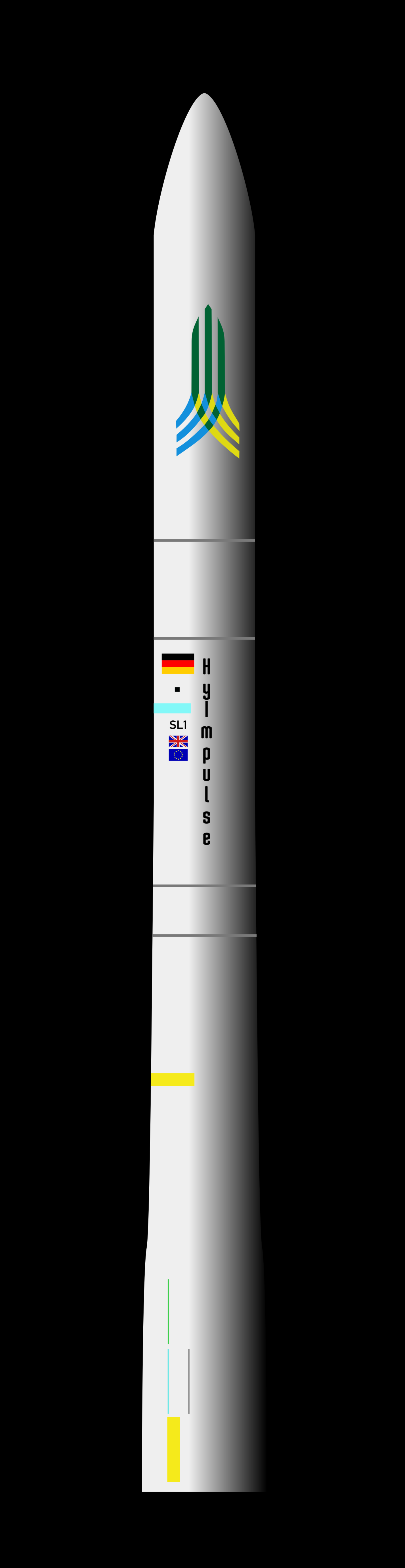
Künstlerische Darstellung der SL1

Der Kraftstoff setzt sich aus Flüssigsauerstoff (LOX) als Oxidator und Paraffin als Festtreibstoff zusammen. Letzteres ist in der Handhabung sicherer als flüssige Kohlenwasserstoffe, wie sie bei den meisten anderen heutigen Trägerraketen eingesetzt werden. Nachteile dieser Art der Treibstoffkombination sind die Tendenz des festen Treibstoffs Paraffin, nicht gleichmäßig abzubrennen. Dies kann zu Vibrationen der Rakete führen. Außerdem erschwert die Kombination das schnelle Abschalten und Wiederzünden des Triebwerks. Eine solche Fähigkeit ist für orbitale Trägerraketen wie die SL1 nötig, da sie genaue Geschwindigkeiten erreichen und Manöver durchführen muss, um die geplante Erdumlaufbahn zu erreichen.
Ein HyImpulse-Hybridtriebwerk wurde erstmals im September 2020 erfolgreich in Lampoldshausen am Institut für Raumfahrtantriebe des Deutschen Zentrum für Luft- und Raumfahrt (DLR) getestet. Das ist der erste gelungene Test eines solchen Raketentriebwerks einer europäischen Firma.
Nach eigenen Angaben von HyImpulse wird die SL1 die weltweit erste Rakete sein, die einen Hybridantrieb in Kombination mit einer Turbopumpe verwendet, um den Oxidator zu pumpen. Die Turbopumpe der ersten Stufe bezieht eine Leistung von 400 Kilowatt und befördert 47 kg Flüssigsauerstoff (LOX) pro Sekunde.

## Produktion
Die Endmontage der Rakete soll in Zukunft in der Nähe des Startplatzes stattfinden. Der bisherige Produktionsstandort in einer 1000 Quadratmeter großen Halle am Sitz des Unternehmens in Neuenstadt am Kocher soll langfristig beibehalten werden. Triebwerke, Kraftstofftanks sowie Paraffinblöcke werden dort bereits für Tests hergestellt.
Ab 2025 möchte HyImpulse 10 Raketen im Jahr, ab 2030 bis zu 30 Raketen pro Jahr produzieren. Langfristig sollen durch Wiederverwendung der ersten Stufe, die teure Tanks und Turbopumpen enthält, die Kosten reduziert werden.
Der CFK-Tank für den Flüssigsauerstoff durchlief im Februar 2023 erfolgreich einen Druckbelastungstest. Der Tank wurde zusammen mit dem griechischen Unternehmen Adamant Composites entwickelt. Durch die Verwendung von Kohlenstofffaserverstärktem Polymer (CFK) soll das Gewicht bei wesentlich höheren Herstellkosten um 30 % gesenkt, durch robotergestützte Produktionsprozesse die Zykluszeit um 50 % gesenkt und die Kosten wiederum reduziert werden. Das Verwenden eines solchen Tanks ist in der Europäischen Raumfahrt neu, hat sich aber bereits bei der neuseeländisch-amerikanischen Trägerrakete Electron bewährt. Die Tanks besitzen keine Innenauskleidung. Die Nutzlastverkleidung soll ebenfalls aus CFK bestehen.

## Preisgestaltung
Im Jahr 2021 stellte HyImpulse einen Preis von 8 Millionen Euro pro SL1-Start in Aussicht. Bei voller Ausnutzung der Nutzlastkapazität entspräche dies 16.000 € per kg für einen Transport in 400 km hohe sonnensynchrone Umlaufbahnen (SSO). Unter Realbedingungen mit Teilauslastung und den üblicheren SSO-Bahnhöhen um 500–600 km läge der Preis dementsprechend über 20.000 €/kg. Durch Serienfertigung möchte HyImpulse den Startpreis bis 2023 mehr als halbieren.
Häufig werden solche Preise mit denen des derzeit preiswertesten Anbieters SpaceX verglichen. SpaceX verlangte Anfang 2024 für den Start von mindestens 50 kg schweren Nutzlasten in 525 km hohe SSO 5.500 Dollar/kg. Mit der neuen Rakete Starship möchte SpaceX langfristig noch weitaus niedrigere Preise ermöglichen. Bei solchen Vergleichen ist nicht berücksichtigt, dass der Start einzelner Kleinsatelliten in individuelle Umlaufbahnen – ein Nischenmarkt – mit Kleinraketen wesentlich preiswerter ist.

## HyImpulse Technologies
HyImpulse Technologies ist eine im März 2018 privat finanzierte Ausgründung des Deutschen Zentrums für Luft- und Raumfahrt an dessen Institut für Raumfahrtantriebe in Lampoldshausen. Neben der SL1 entwickelt das Unternehmen auch die Höhenforschungsrakete SR75, die auch zur Erprobung des SL1-Zweitstufentriebwerks dient und am 3. Mai 2024 einen ersten Testflug absolvierte.
Finanziert wird das Unternehmen privat, aber auch durch öffentliche Gelder. Im November 2022 bekam es 2,6 Millionen € vom Bundesland Baden-Württemberg. Im November 2020 bekam HyImpulse einen Vertrag im Wert von 500.000 € durch Boost!, einem Programm der Europäischen Weltraumorganisation (ESA) mit dem Ziel, kommerzielle Weltraum-Transportdienstleistungen zu fördern. Der Hauptinvestor des Unternehmens ist die Schwarz Holding GmbH, der auch der Luft- und Raumfahrt-Testkonzern IABG untersteht.
Stand Mai 2024 hatte HyImpulse 65 Mitarbeiter.
Anfang Mai 2024 behauptete HyImpulse bereits einen Auftragsbestand im Wert von über 100 Millionen Euro für Starts von Nutzlasten ins All zu besitzen.

## Kunden
Im März 2022 unterschrieb HyImpulse einen Startvertrag mit dem US-basierten Start-up In Orbit Aerospace. Der Jungfernflug der SL1 soll eine wiederverwendbare Raumkapsel der Firma in den Orbit befördern. Die Kapsel soll Forschung in Schwerelosigkeit ermöglichen und zur Erde zurückkehren können.
Im September 2022 unterschrieb HyImpulse einen Vertrag mit dem Münchner Start-Up Deployables Cubed (DCubed) zur Beförderung eines Demonstrationsexperiments in eine sonnensynchrone Umlaufbahn in 400 km Höhe auf einer SL1-Rakete. Der Start sollte 2024 erfolgen.